# Morti nel 1971/Maggio
| Questa pagina contiene informazioni ricavate automaticamente dalle voci biografiche con l'ausilio del template Bio e di un bot. L'aggiornamento è periodico e automatico e ricostruisce completamente la pagina. Se manca una persona in questa lista, sei pregato di non aggiungerla, ma accertati piuttosto che la sua voce biografica contenga il template Bio e che i dati anagrafici siano correttamente compilati. Se il template Bio manca, inseriscilo tu stesso o, in alternativa, metti l'avviso {{tmp\|Bio}} che ne segnala la mancanza. Se i dati riportati sono sbagliati, correggi direttamente la voce biografica; le modifiche saranno visibili in questa lista entro pochi giorni. Per chiarimenti vedi il progetto biografie. La lista contiene solo le 84 persone che sono citate nell'enciclopedia e per le quali è stato implementato correttamente il template Bio. Pagina aggiornata al 3 mar 2024. |

- 1º maggio - Glenda Farrell, attrice statunitense (n. 1904)
- 1º maggio - Ejnar Mikkelsen, esploratore e scrittore danese (n. 1880)
- 1º maggio - Sabato Visco, fisiologo, politico e nutrizionista italiano (n. 1888)
- 2 maggio - Olaf Barda, scacchista norvegese (n. 1909)
- 2 maggio - Dot Farley, attrice e sceneggiatrice statunitense (n. 1881)
- 2 maggio - Pietro Maravigna, generale, storico e politico italiano (n. 1876)
- 3 maggio - Alexandre Vialatte, scrittore francese (n. 1901)
- 4 maggio - Seamus Elliott, ciclista su strada irlandese (n. 1934)
- 4 maggio - Elio Pagani, allenatore di calcio e calciatore italiano (n. 1904)
- 5 maggio - Pietro Ferreri, politico italiano (n. 1899)
- 5 maggio - Violet Jessop, infermiera britannica (n. 1887)
- 5 maggio - William David Ross, filosofo e filologo britannico (n. 1877)
- 5 maggio - Pietro Scaglione, magistrato italiano (n. 1906)
- 5 maggio - Mitsumi Shimizu, ammiraglio giapponese (n. 1888)
- 5 maggio - Alice Tissot, attrice francese (n. 1890)
- 6 maggio - Nobuya Abe, pittore giapponese (n. 1913)
- 6 maggio - Helene Weigel, attrice austriaca (n. 1900)
- 7 maggio - Alfio Di Grazia, politico italiano (n. 1897)
- 7 maggio - Luigi Maffeo, arcivescovo cattolico italiano (n. 1915)
- 7 maggio - Ruth Royce, attrice statunitense (n. 1893)
- 7 maggio - Adolfo Salminci, politico e avvocato italiano (n. 1884)
- 8 maggio - Frederick Sheffield, canottiere statunitense (n. 1902)
- 9 maggio - Albert Ströck, calciatore ungherese (n. 1903)
- 9 maggio - David Webster, imprenditore inglese (n. 1903)
- 9 maggio - Zoltán Zilahi, compositore di scacchi ungherese (n. 1903)
- 10 maggio - Colombo Corneli, politico italiano (n. 1892)
- 10 maggio - Lawrence Nuesslein, tiratore a segno statunitense (n. 1895)
- 10 maggio - Faina Ševčenko, attrice teatrale russa (n. 1893)
- 11 maggio - Sean Lemass, politico irlandese (n. 1899)
- 11 maggio - Ivan Konstantinovič Pravov, regista cinematografico sovietico (n. 1899)
- 11 maggio - Pëtr Sokolov, calciatore russo (n. 1890)
- 11 maggio - Rafał Wojaczek, poeta e scrittore polacco (n. 1945)
- 12 maggio - Gianbattista Gilli, ciclista su strada italiano (n. 1896)
- 12 maggio - Heinie Manush, giocatore di baseball statunitense (n. 1901)
- 13 maggio - Hubert von Meyerinck, attore tedesco (n. 1896)
- 13 maggio - Giuseppe Milano, calciatore e allenatore di calcio italiano (n. 1887)
- 13 maggio - Axel Rydin, velista svedese (n. 1887)
- 14 maggio - Jakob Swatosch, calciatore austriaco (n. 1891)
- 15 maggio - Goose Goslin, giocatore di baseball statunitense (n. 1900)
- 15 maggio - Tyrone Guthrie, regista, direttore artistico e saggista inglese (n. 1900)
- 15 maggio - Carl Krebs, ginnasta danese (n. 1889)
- 15 maggio - Maria Mokrzycka, soprano ucraina (n. 1882)
- 16 maggio - Krikor Bedros XV Aghagianian, cardinale e patriarca cattolico armeno (n. 1895)
- 16 maggio - Pina Ballario, scrittrice italiana (n. 1899)
- 16 maggio - Collier Cudmore, canottiere britannico (n. 1885)
- 16 maggio - Ettore di Giorgio, incisore e pittore italiano (n. 1887)
- 17 maggio - Dumitru Alexe, canoista romeno (n. 1935)
- 17 maggio - Leone Morandini, stuccatore italiano (n. 1889)
- 19 maggio - Tullio d'Albisola, ceramista, scultore e editore italiano (n. 1899)
- 19 maggio - Albert Guinchard, calciatore svizzero (n. 1914)
- 19 maggio - Margherita Nicosia Margani, etruscologa e latinista italiana (n. 1900)
- 19 maggio - Ogden Nash, poeta statunitense (n. 1902)
- 19 maggio - Tommy Thomson, ostacolista canadese (n. 1895)
- 20 maggio - Martín Dihigo, giocatore di baseball cubano (n. 1906)
- 20 maggio - Joop van Hulzen, attore olandese (n. 1898)
- 20 maggio - Waldo Williams, poeta britannico (n. 1904)
- 21 maggio - Dennis King, attore e cantante britannico (n. 1897)
- 21 maggio - Ettore Perani, calciatore italiano (n. 1921)
- 22 maggio - Rookie Brown, cestista statunitense (n. 1925)
- 22 maggio - Bruno Castellarin, politico italiano (n. 1908)
- 22 maggio - Valentino Orsolini Cencelli, politico e agronomo italiano (n. 1898)
- 23 maggio - Lew Welch, poeta statunitense (n. 1926)
- 24 maggio - Guglielmo Donati, politico italiano (n. 1909)
- 24 maggio - Raichō Hiratsuka, scrittrice, giornalista e attivista giapponese (n. 1886)
- 24 maggio - Marius Lund, calciatore norvegese (n. 1888)
- 25 maggio - Luigi Di Bernardo, militare italiano (n. 1931)
- 25 maggio - Juris Rēdlihs, allenatore di calcio e arbitro di calcio lettone (n. 1890)
- 25 maggio - Kenneth Claiborne Royall, generale e politico statunitense (n. 1894)
- 25 maggio - Joe Scott, cestista statunitense (n. 1916)
- 26 maggio - Bokuzen Hidari, attore giapponese (n. 1894)
- 26 maggio - John Longden, attore britannico (n. 1900)
- 26 maggio - Armando Picchi, allenatore di calcio e calciatore italiano (n. 1935)
- 27 maggio - Sverre Eika, prete e calciatore norvegese (n. 1899)
- 27 maggio - Chips Rafferty, attore australiano (n. 1909)
- 28 maggio - Audie Murphy, militare, scrittore e attore statunitense (n. 1924)
- 28 maggio - Jean Vilar, regista e attore francese (n. 1912)
- 28 maggio - Ora Washington, cestista e tennista statunitense (n. 1898)
- 30 maggio - Emilio Bergamini, calciatore italiano (n. 1907)
- 30 maggio - Marcel Dupré, organista, pianista e compositore francese (n. 1886)
- 30 maggio - Dino Lilli, architetto italiano (n. 1898)
- 30 maggio - Casimiro Morcillo González, arcivescovo cattolico spagnolo (n. 1904)
- 30 maggio - Mario Moschi, scultore e medaglista italiano (n. 1896)
- 31 maggio - Massimo Campigli, pittore italiano (n. 1895)
- 31 maggio - Leo Mogus, cestista statunitense (n. 1921)